# Luigi Padovese
Luigi Padovese (31. března 1947 Milán – 3. června 2010 İskenderun) byl titulárním biskupem v Monteverde a apoštolským vikářem v Anatolii v Turecku. Byl zavražděn svým řidičem 3. června 2010.

## Životopis
Dočasné řeholní sliby v řeholním Řádu menších bratří kapucínů složil 4. října 1965 a doživotní řeholní sliby 4. října 1968. Na kněze byl vysvěcen 16. června 1973. Studoval na Papežská univerzita Antonianum a Papežské Gregoriánské univerzitě. Byl profesorem patristiky na Papežské univerzity Antonianum, a šestnáct let vedl Institut spirituality na téže univerzitě. Přednášel také na Papežské Gregoriánské univerzitě, na Papežské akademii Alfonsianum a vyučoval v různých seminářích. 11. října 2004 byl jmenován apoštolským vikářem v Anatolie a 7. listopadu 2004 byl vysvěcen na biskupa. Stal se také prezidentem turecké charity.

## Vražda
3. června 2010 byl biskup Padovese byl smrtelně zraněn bodnou ránou ve své letní rezidenci, a podle prvních zpráv, údajně zemřel na cestě do nemocnice ve městě İskenderun v pozdějších hodinách týž den. Svědci potvrdili, že pachatel vykřikoval během útoku Takbír (Allāhu Akbar), a následně pak Padovesimu uřízl hlavu. Vatikánské úřady, včetně apoštolského nuncia v Turecku a papežský mluvčí otec Federico Lombardi, vyjádřil „šok a smutek“ nad smrtím biskupa Padovese. Podle vyjádření biskupa ze Smyrny Ruggera Franceschiniho nesla jeho vražda výslovné a jednoznačné prvky militantního islámského fanatismu.
Padoveseho řidič Murat Altun, který byl za posledních čtyři a půl roku léčen pro psychické poruchy upadl v podezření u turecké policie jako pachatel vraždy. 3. června téhož roku byl zadržen tureckou policií. Podezřelý uvedl, že zabil Padovese na základě wahy (zjevení), které biskupa označilo za Dajjala (za falešného Mesiáše, ekvivalent Antikrista v křesťanství). Během počáteční fáze soudního procesu Murat Altun hlasitě recitoval Azán. Turecká policie věří, že vražda nebyla politicky motivovaná.

## Odsouzení
22. ledna 2013 byl Murat Altun odsouzen soudem v İskenderunu na 15 let odnětí svobody. Obhájce Murata Altuna později uvedl, že jeho klient může být ve vězení držen podle nového tureckého trestního práva 10 let. Upozornil, že jeho klient je ve vězení již 4 roky a uvedl, že: „Po skončení tureckých soudních prázdnin (léto 2014) bude jeho klient převeden do polootevřené věznice, kde bude žít polovolným způsobem života“.